# Henry Roos
Sir Henry Roos of West Grinstead (* um 1435; † 1504) war ein englischer Ritter.

## Leben
Sir Henry war ein Sohn von Sir Robert Roos (auch de Ros) und Anne, Tochter des John Halsham und Witwe von John Bohun.
Väterlicherseits war er ein Enkel des William de Ros, 6. Baron de Ros und Neffe von John de Ros, 7. Baron de Ros und Thomas de Ros, 8. Baron de Ros, beides ältere Brüder seines Vaters.
Als sein Vater 1448 starb, wurden Henry Roos die Einkünfte des Vaters als Keeper of Rockingham Forests durch einen Act of Resumption, den König Heinrich VI. veranlasste, gesichert. Zwischen 1456 und 1460 erhielt Henry den Ritterschlag als Knight Bachelor und diente 1460 als Sheriff von Sussex und von 1458 bis 1460 als Constable von Roxburgh Castle.
Während der Rosenkriege kämpfte Sir Henry für Heinrich VI. und das Haus Lancaster bei der Schlacht von Wakefield (1460), bei Mortimer’s Cross (1461), bei der Zweiten Schlacht von St Albans (1461) und bei der Niederlage von Towton (1461).
Nach Towton floh Sir Henry zusammen mit Margarete von Anjou und anderen treuen Lancastrians nach Schottland. In England wurde er vom Parlament geächtet (attained), so dass er all seine Rechte und Ländereien an die Krone verlor.
1464 stieß Henry Roos zu Margarete von Anjou in Frankreich, wo diese im Exil lebte. Im Mai 1471 kämpfte Sir Henry bei der Schlacht von Tewkesbury, die zunächst das Ende der Rosenkriege und des Hauses Lancaster zu sein schien.
Henry Roos muss sich hierauf mit dem herrschenden Haus York arrangiert haben, so dass die Ächtung 1473/1474 aufgelöst und er rehabilitiert wurde.
In den Jahren 1477 und 1483 wurde er erneut Sheriff of Sussex und 1491/92 als Knight of the Shire für Sussex ins Parlament berufen.
Sir Herny Roos starb 1504.

## Ehe und Nachkommen
Er war in erster Ehe mit Margaret Berkeley († 1481) verheiratet. In zweiter Ehe heiratete er als deren dritter Ehemann Maud, Witwe des John Harbard und des Richard Georges. Er hinterließ keine Kinder.